# بولانو
بولانو هي كومونا (بلدية) تقع في مقاطعة لا سبيتسيا في منطقة ليغوريا الإيطالية ، وتجاورها مدينة جنوا على بعد حوالي 80 كيلومتر (50 ميل) جنوب شرق، وأيضاً مدينة لا سبيتسيا التي تقع حوالي 11 كيلومتر (7 ميل) شمال شرق . وفي 31 ديسمبر 2004 ، بلُغ عدد سكانها 7490 نسمة بمساحة 14.7 كيلومتر مربع (5.7 ميل2).
تحدّ بولانو الآتية:
- اولا
- فولو
- بودينزانا
- سانتو ستيفانو دي ماجرا
- تريسانا
- فيزانو ليغور  [لغات أخرى]‏

## مشاهير بولانو
- ماركو لوتشينيلي ، متسابق دراجات نارية
- ماسيمو بودينزانا ، متسابق دراجات هوائية

## روابط خارجية
- www.comune.bolano.sp.it/